# 铁厂乡 (冕宁县)
铁厂乡，是中华人民共和国四川省凉山彝族自治州冕宁县曾经下辖的一个乡。2019年12月，撤销铁厂乡，所属行政区域划归泸沽镇管辖。

## 行政区划
铁厂乡撤销前下辖以下地区：
孙水村、汉罗村、高楼村、瓦勒村、山宝村和果胜村。